# Cécile DeWitt-Morette
Cécile DeWitt-Morette, nascida Morette (Paris, 21 de dezembro de 1922 – 8 de maio de 2017), foi uma física francesa.
Recebeu o Prêmio Marcel Grossmann de 2000.

## Obras
- Particules Elementaires. Hermann, Paris 1951
- com Margaret Dillard-Bleick, Yvonne Choquet-Bruhat: Analysis, Manifolds and Physics. 2 Volumes, North Holland 1977, 1989.
- com A. Maheshwari, Bruce Nelson: Path Integrals in Non-Relativistic Quantum Mechanics. In: Physics Reports. Volume 50, 1979, p. 255–372
- com Pierre Cartier: Functional Integration: Actions and Symmetries. Cambridge Monographs in Mathematical Physics 2006
- como editora com Bryce DeWitt: Relativity Groups and Topology. Gordon and Breach 1963; Black Holes. Gordon and Breach 1972